# Camí Nou de les Vielles

El Camí Nou de les Vielles, respecte del terme d'Abella de la Conca

El Camí Nou de les Vielles és un camí del terme municipal d'Abella de la Conca, a la comarca del Pallars Jussà.
Arrenca de la Carretera d'Abella de la Conca poc abans que aquesta emprengui el darrer tram de pujada, al peu de les Roques de Magaró, i emprèn la direcció oest, passa per Magaró, després per la partida de les Vielles, que passa pel costat nord, fins que arriba a la cruïlla on aquest camí és continuat cap al nord-oest pel Camí de Cal Borrell i cap a l'oest pel Camí de Cal Xinco. Travessa la partida de les Vielles.
Al llarg del primer tram, aquest camí travessa la zona on hi havia hagut l'antiga ciutat de Pil·la, de la qual no resten estructures constructives recognoscibles, però, en canvi, sí que els pagesos de la zona han trobat al llarg del temps nombrosos elements d'obra d'època antiga, com fragments de parets amb morter i altres formes utilitzades en la construcció en èpoques antigues, que poden anar de la tardoromana a la medieval. La memòria popular dels habitants d'Abella de la Conca serva el record de l'existència d'un poblat en aquest lloc.

## Etimologia
Pren el nom de la partida a la qual mena, en contraposició al Camí Vell, que discorre més al sud.